# Giovanni Sartori
Giovanni Sartori (Florència, 13 de maig de 1924 - Florència, 4 d'abril de 2017) fou un politòleg italià, especialitzat en l'estudi de la política comparada.

## Biografia
Nasqué el 13 de maig de 1924 a la ciutat de Florència. El 1946 es va llicenciar en Ciències Socials a la Universitat de Florència. Com a docent de Filosofia Moderna, Lògica i Doctrina de l'Estat va impulsar la creació de la primera Facultat de Ciències Polítiques a Itàlia, la Cessés Alfieri. Va fundar l'any 1971 la Rivista Italiana di Scienza Politica.
Sartori ha contribuït fermament en diferents vessants de la teoria democràtica, els sistemes de partits i l'enginyeria constitucional. En particular, Sartori ha suggerit que els sistemes de partits no haurien d'estar classificats en funció del nombre de formacions, sinó segons la seva estructura interna, introduint el concepte de partit rellevant. També ha preconitzat l'aplicació del coneixement adquirit amb estudi de la ciència política per al disseny de les institucions polítiques i millorar el seu funcionament.
L'any 2005 fou guardonat amb el Premi Príncep d'Astúries de Ciències Socials, en reconeixement del seu treball en l'elaboració d'una teoria de la democràcia en la qual ha estat sempre present el seu «compromís amb les garanties i les llibertats de la societat oberta».

## Obres
- Democrazia e Definizioni (1957)
- Il Parlamento Italiano 1946-1963 (1963)
- Partiti e Sistemi di Partito (1965)
- Stato e Politica nel Pensiero di Benedetto Croce (1966)
- Political Development and Political Engineering (1968)
- Antologia di Scienza Politica (1970)
- Correnti, Frazioni e Fazioni nei Partiti Politici Italiani (1973)
- Parties and Party Systems: A Framework for Analysis (1976)
- La Politica: Logica e Metodo in Scienze Sociali (1979)
- Teoria dei Partiti e Caso Italiano (1982)
- The Influence of Electoral Systems: Faulty Laws or Faulty Method (1986)
- The Theory of Democracy Revisited (1987)
- Elementi di Teoria Politica (1987)
- La Comparazione nelle Scienze Sociali (1991), en col·laboració amb L. Morlino
- Democrazia: Cosa E' (1993)
- La Democracia después del Comunismo (1993)
- Ingegneria costituzionale comparata (1994)
- Studi Crociani (vol. I, Croce Filosofo Pratica e la Crisi dell'Etica; vol. II; Croce Etico-Politico e Filosofo della Libertà, 1997)
- Homo Videns: Televisione e Post-Pensiero (1997)
- Pluralismo, Multiculturalismo e Estranei: Saggio sulla Società Multietnica (2000)
- La Terra Scoppia: Sovrapopolazione e Sviluppo (2003), en col·laboració amb G. Mazzoleni
- Mala Tempora (2004)